# Cvikovská Mulda
Cvikovská Mulda (německy Zwickauer Mulde) je řeka v Německu, protékající na území spolkové země Sasko. Je to jedna ze zdrojnic řeky Muldy. Délka toku je 166,7 km. Plocha povodí měří 2360 km².

## Průběh toku
Řeka vytéká z vodní nádrže Muldenberg, do které se vlévají tři říčky Rote Mulde, Weiße Mulde a Saubach, které pramení v západní části Krušných hor. Jako hlavní pramen je označována Rote Mulde, která pramení u obce Schöneck v nadmořské výšce 770 m. Teče převážně severním směrem. Protéká městy Aue, Wilkau-Haßlau, Zwickau, Glauchau, Waldenburg, Penig, Lunzenau a Rochlitz. U obce Großbothen se Cvikovská Mulda stéká s Freiberskou Muldou a jejich společný tok dlouhý celkem 147,0 km se nazývá Mulda.

### Větší přítoky
Převážná většina přítoků Cvikovské Muldy přitéká z pravé strany. Nejvýznamnějším přítokem je řeka Kamenice. Další významný přítok je řeka Černá, která protéká také českým územím v délce 16,7 km.

## Vodní režim
Průměrný průtok u Wechselburgu na 25,8 říčním kilometru činí 26,0 m³/s.

## Fotogalerie

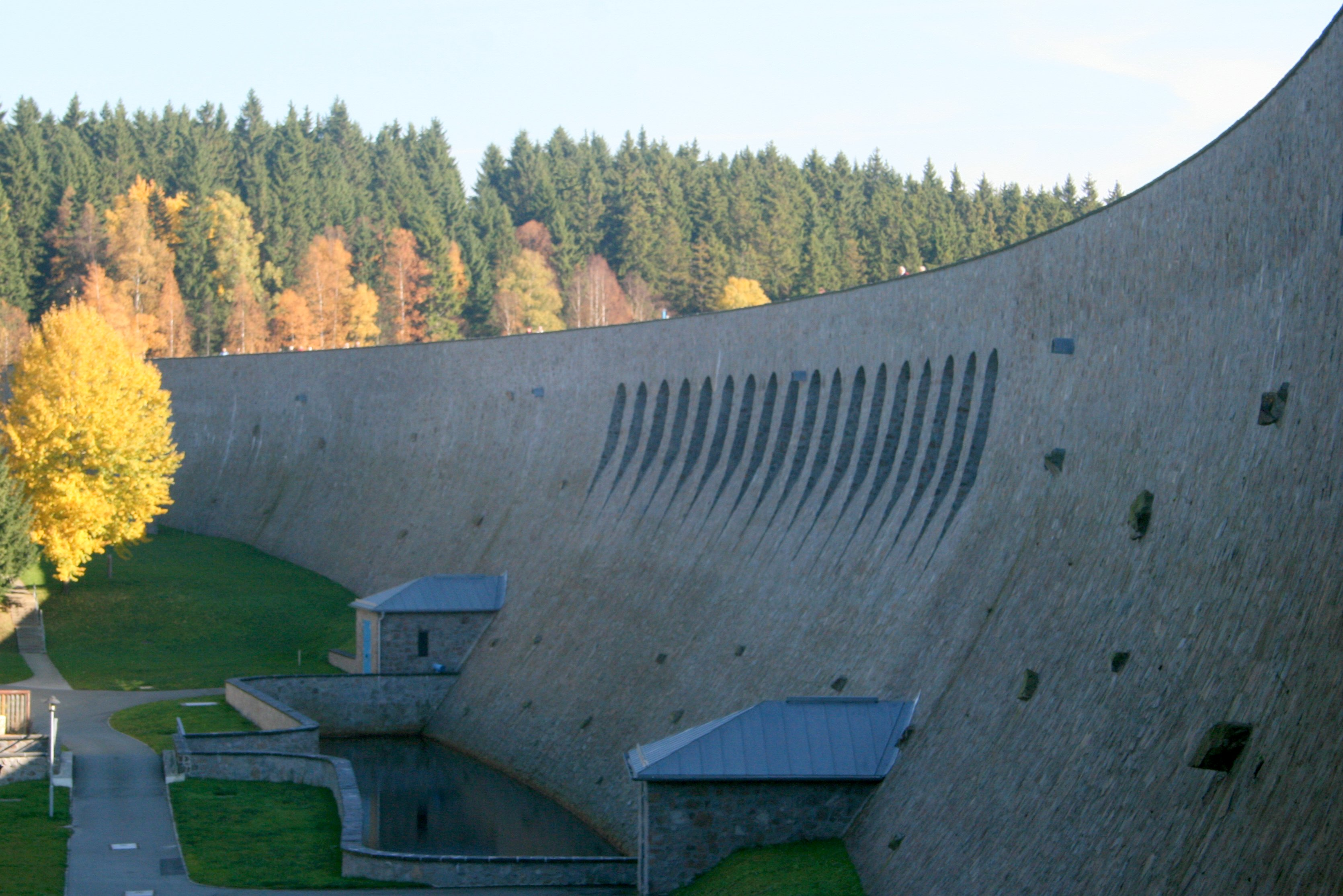
Vodní nádrž Muldenberg
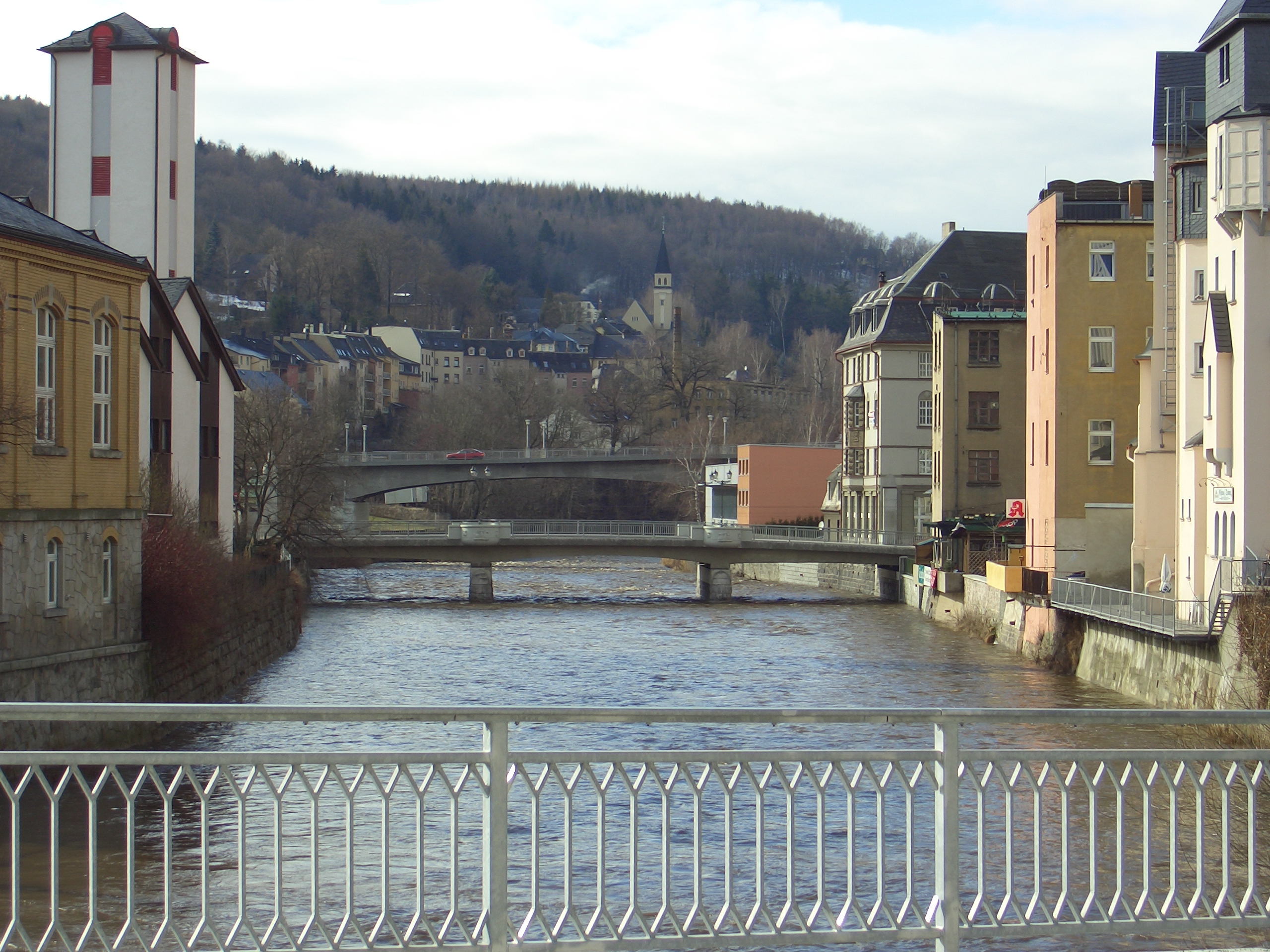
Řeka ve městě Aue
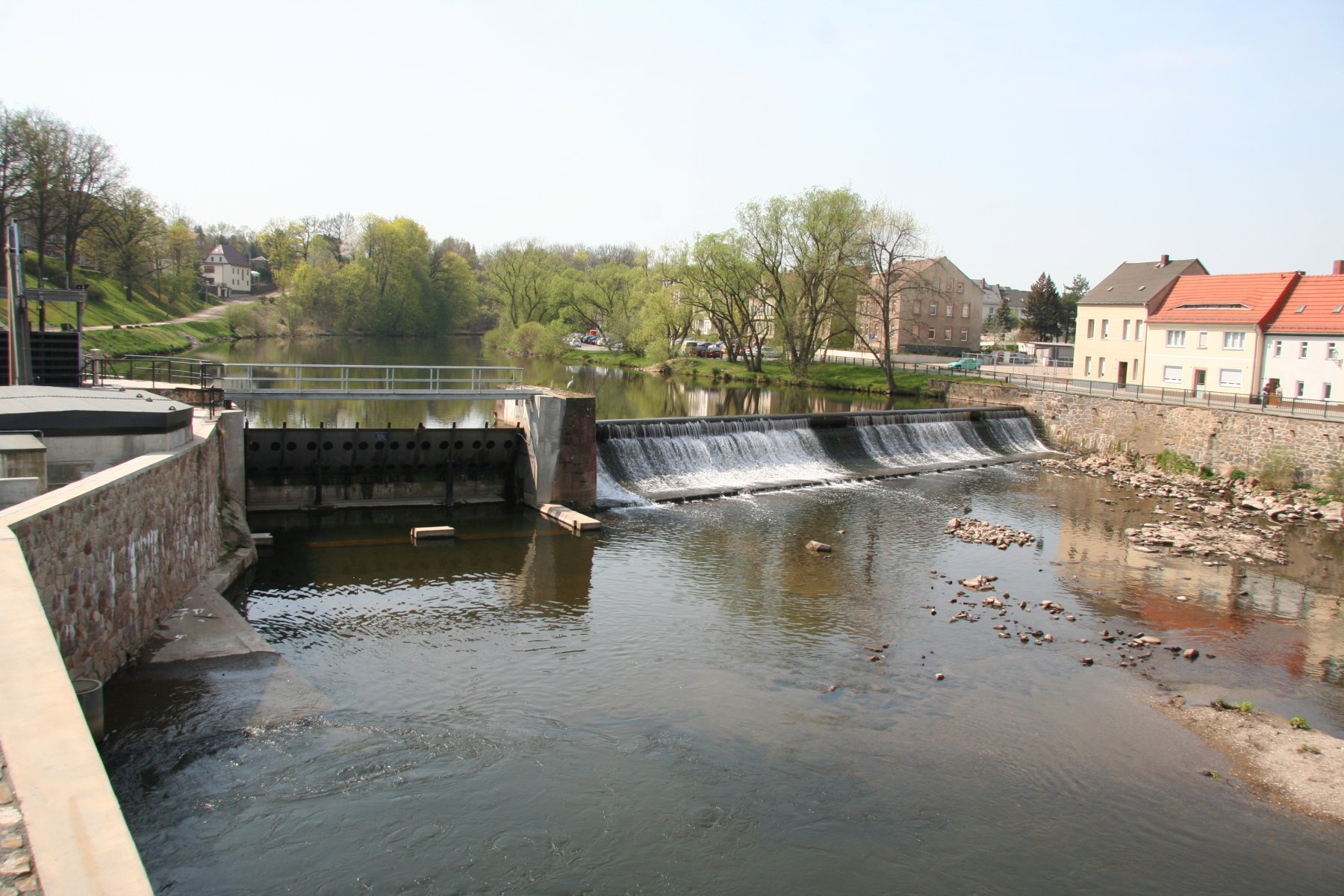
Jez ve městě Penig
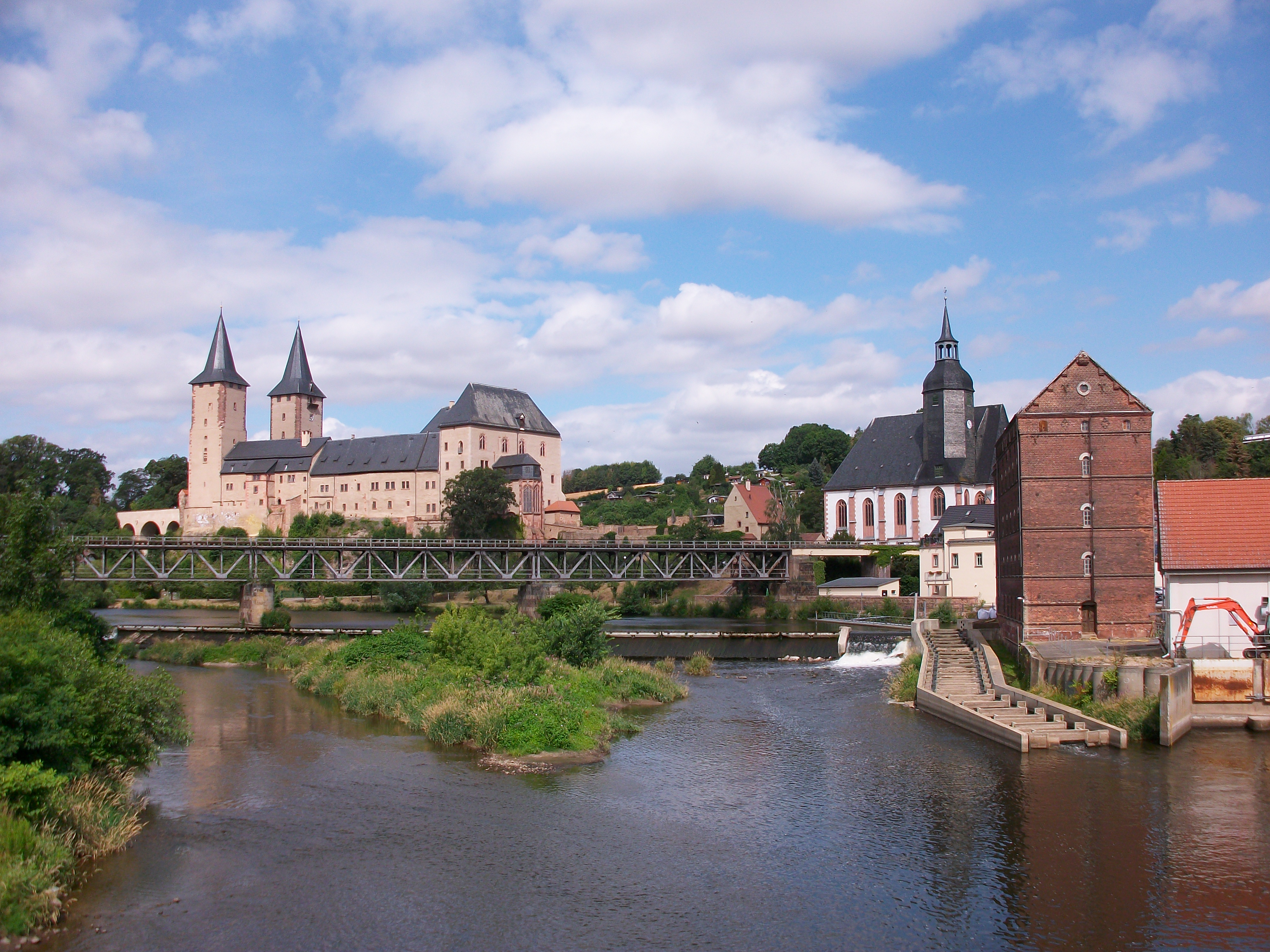
Město Rochlitz